# صادق (نیمروز)
صادق، روستایی در دهستان قائم‌آباد بخش صابری شهرستان نیمروز در استان سیستان و بلوچستان ایران است.

## جمعیت
بر پایه سرشماری عمومی نفوس و مسکن در سال ۱۳۹۵، جمعیت این روستا برابر با ۶۹۳ نفر (۱۹۵ خانوار) بوده‌است.